# Fidesz
Fidesz – Mađarski građanski savez je najveća konzervativna politička stranka u Mađarskoj. Osnovana je u 1988. godini.
Na parlamentarnim izborima 2010, Fidesz je u koaliciji s demokršćanskom narodnom strankom osvojio 52% glasova i dvotrećinsku većinu u parlamentu.
Nakon dolaska na vlast, koalicija predvođena Fidesz-om izglasala je novi Ustav Mađarske koji je izazvao velike kontroverze.
Fidesz je član Europske narodne stranke.

## Predsjednici
| Godina        | Ime            |
| ------------- | -------------- |
| 1988. – 1993. | -              |
| 1993. – 2000. | Viktor Orbán   |
| 2000. – 2001. | László Kövér   |
| 2001. – 2002. | Zoltán Pokorni |
| 2002. – 2003. | János Áder     |
| 2003. - danas | Viktor Orbán   |

## Vanjske poveznice
- Službena stranica